# Elymara Silva
 Elymara Vieira Silva (Uberlândia,  22 de janeiro de 1985) é voleibolista indoor brasileira, atuante na posição  de Ponteira com vasta experiência em clubes internacionais e na categoria juvenil integrou a Seleção Brasileira  na conquista da medalha de ouro no Campeonato Mundial de 2003 na Tailândia onde foi eleita a Melhor Jogadora da Final e no mesmo ano foi semifinalista pela Seleção Brasileira de Novas na edição dos Jogos Pan-Americanos de Santo Domingo.Em clubes foi medalha de ouro no extinto Salonpas Cup no ano de 2003.

## Carreira
Com 12 anos de idade Elymara não queria saber da prática desportiva, só queria saber da música e dança, dançava muito bem samba, foi quando sua mãe  levou a força para um clube perto de sua casa em Uberlândia, onde a mesma já havia encaminhado no voleibol sua irmã Elyara e após meses em contato com o voleibol ela dá continuidade   e no ano 2000 passou a jogar nas categorias de base do  Pinheiros.
Elymara disputou o Campeonato Paulista de 2002 pelo Pinheiros e a Superliga Brasileira A 2002-03 encerrando na sétima posição. No ano de 2003 conquistou pelo Blue Life/Pinheiros o ouro no extinto Torneio Internacional Salonpas Cup sediado em três cidades brasileira: João Pessoa, Natal e Recife. Foi convocada para Seleção Brasileira de Novas para representar o país na edição dos Pan de Santo Domingo 2003, na República Dominicana, com a representação foi de semifinalista  perdendo para as anfitriãs e encerrando em quarto lugar, cujo técnico era Waldson Lima.
Ainda em 2003 é convocada para Seleção Brasileira e a representou no Campeonato Mundial Juvenil de Suphanburi-Tailândia vestindo a camisa#18conquistou o título do campeonato e eleita a Melhor Jogadora da Final e nas estatísticas foi a sexta melhor atleta no fundamento da recepção,  vigésima segunda maior pontuadora,  também foi a vigésima sétima posição entre as melhores bloqueadoras,  ocupou a décima terceira colocação no fundamento da defesa, mesma posição que ocupou entre as melhores atacantes,  ainda ocupou a vigésima sexta colocação enrte as com melhores saques e na quadragésima primeira entre as melhores no fundamento de levantamento.
Retornando ao Blue Life/Pinheiros, nesse mesmo ano, Elymara disputou o Campeonato Paulista e disputou por este clube a Superliga Brasileira A 2003-04 e foi semifinalista pela primeira vez na Superliga, encerrando na quarta posição.
No final de 2004, diante de sua performance na última temporada o técnico Maurício Paes a convoidou para integrar a equipe francesa  RC Villebon 91 e foi vice-campeã da Liga A Francesa 2004-05 e por este clube disputou a Copa CEV (Top Team Cup) correspondente a jornada esportiva.Na temporada seguinte transferiu-se para o voleibol belga, onde assinou contrato com o Dauphines Charleroi  e conquistou o título da Liga A Belga 2005-06 e foi a segunda maior pontuadora da Liga A Belga, na mesma temporada foi vice-campeã da Copa da Bélgica e disputou sua segunda edição da Copa CEV (Top Team Cup) avançando até a fase das quartas de final.
Em 2006 vai para o  clube espanhol  CV Sanse e no não completando a temporada foi em janeiro de 2007 para o voleibol italiano e reforçou o   Sea Grossi Lam Urbino  que competia a temporada 2006-07 na Liga A2 Italiana, e defendendo- o encerrou na décima sexta posição, ou seja, na última colocação e ficou na quarta posição da Copa A2 Italiana na fase de classificação, no Grupo C e renovou com o mesmo clube que utilizou o nome-fantasia de :   De Mitri Urbino   e melhorando a posição da Liga A2 Italiana passada encerrou na décima primeira posição na temporada 2007-08 e na Copa A2 Italiana, fase preliminar, encerrou em terceiro no Grupo F sofreu lesão nesta temporada.

## Títulos e Resultados
- 2007-08-11º lugar da Liga A2 Italiana[24]
- 2006-07-16º lugar da Liga A2 Italiana[23]
- 2006-Vice-campeã da  Copa da Bélgica[21]
- 2005-06-Campeã da Liga A Belga[21]
- 2004-05-Vice-campeã da Liga A Francesa[19]
- 2003-04- 4º lugar da Superliga Brasileira A.[3]
- 2003-4º lugar dos Jogos Pan-Americanos (Santo Domingo,  República Dominicana)[6]
- 2002-03- 7º lugar da Superliga Brasileira A.[3]

## Premiações Individuais
- 2º Maior Pontuadora  da Liga A Belga de 2005-06 [20]
- MVP da Final do Campeonato Mundial Juvenil de 2003 [8]